# Dieter Held

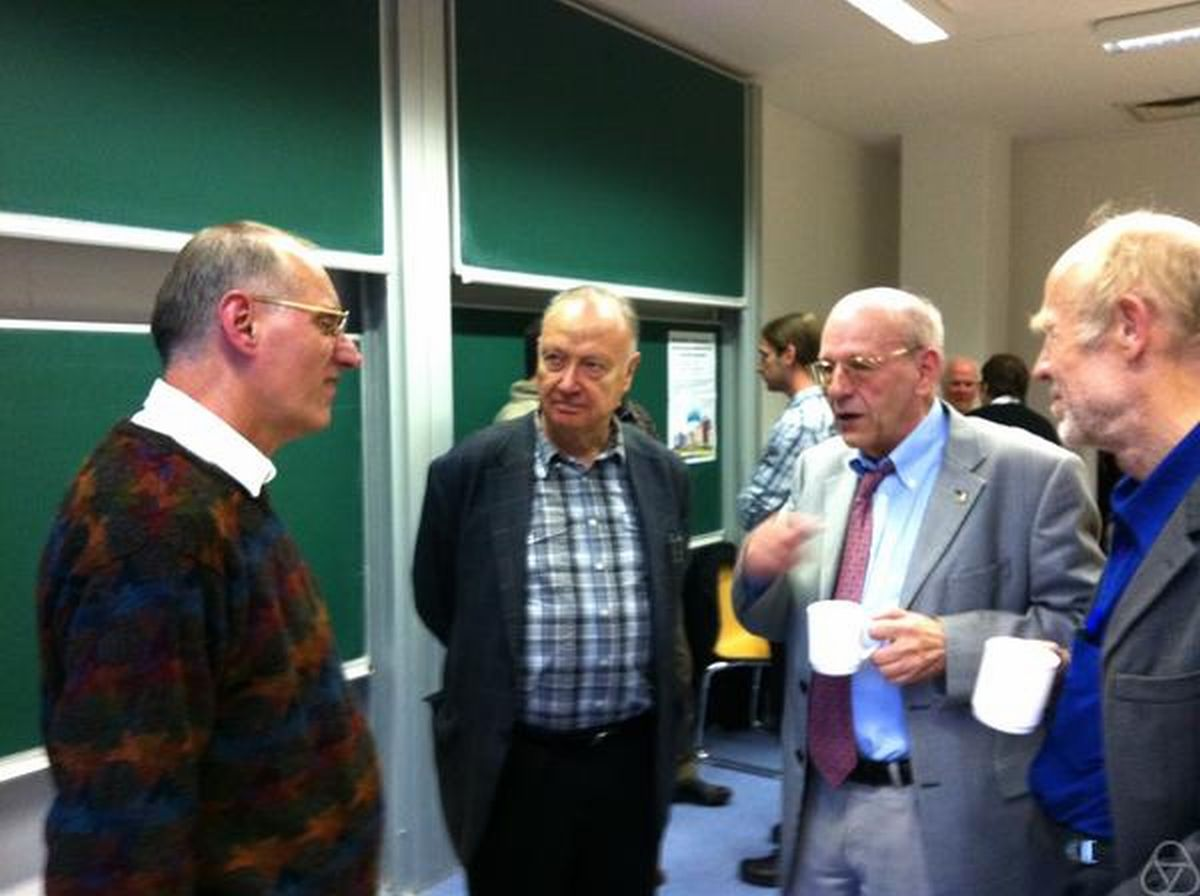
Held (2. von rechts) 2010 in Kaiserslautern

Dieter Held (* 25. März 1936 in Berlin) ist ein deutscher Mathematiker, der sich mit endlichen Gruppen und Kombinatorik beschäftigt.
Held studierte ab 1957 an der TH Darmstadt und der Johann-Wolfgang-Goethe-Universität Frankfurt am Main, an der er 1962 sein Diplom erhielt und 1964 bei Reinhold Baer promovierte (Nilpotenz- und Verstreutheitskriterien für artinsche Gruppen). Danach war er Assistent in Frankfurt und 1965/66 Lecturer an der Australian National University und 1966/67 an der Monash University. 1969 habilitierte er sich an der Johannes-Gutenberg-Universität Mainz und war dort Privatdozent, ab 1971 wissenschaftlicher Rat und Professor und ab 1974 Abteilungsvorstand und Professor.
Held entdeckte eine Sporadische Gruppe, die nach ihm benannt ist und von Graham Higman und John McKay konstruiert wurde.
1962 hielt er einen Vortrag auf dem Internationalen Mathematikerkongress in Stockholm (Engelsche Elemente in endlichen Gruppen).
Zu seinen Doktoranden zählen Gernot Stroth und Ulrich Dempwolff.

## Schriften
- Held Die Klassifikation der endlichen einfachen Gruppen, 1986, Forschungsmagazin der Universität Mainz, PDF-Datei